# Mille Miglia 1940
La Mille Miglia 1940 è stata una corsa automobilistica di velocità su strada.
Disputata il 28 aprile 1940 su un percorso stradale tra Brescia, Cremona e Mantova da ripetere nove volte, per un totale di 1486 chilometri, venne vinta da Fritz Huschke von Hanstein e Walter Baumer su BMW 328 che coprirono l'intera distanza in 8 ore 54 minuti 46 secondi 6 centesimi alla velocità media di 166,723 chilometri orari.

## Categorie
Quell'anno venne deciso di far correre solo le vetture che appartenevano alla categoria Sport Nazionale, vetture con telai e motori privi del compressore elaborati dotate di carrozzerie speciali. Si iscrissero 131 equipaggi, ne partirono 123 e se ne classificarono 65.
| Sigla | Cilindrata    |
| ----- | ------------- |
| 3.0   | Entro 3000 cc |
| 2.0   | Entro 2000 cc |
| 1.5   | Entro 1500 cc |
| 1.1   | Entro 1100 cc |
| 750   | Entro 750 cc  |

## Percorso
Invece che sul solito percorso attraverso l'Italia la gara si disputa su un circuito triangolare chiuso alla circolazione i cui vertici sono rappresentati dalle città di Brescia, Cremona e Curtatone (Mantova) da percorrere 9 volte per raggiungere la distanza desiderata di circa 1000 miglia. Ogni giro misura 165 km, anche se occorre sottolineare che il primo dei 9 giri previsti è di 166 km (un chilometro in più perché la linea di partenza non coincide con quella d'arrivo, come risulta dal Regolamento di gara che recita testualmente: "Le partenze verranno date alla “Curva del Foro Boario” appena dopo il sottopassaggio della linea Milano-Venezia, circa 1 km prima del traguardo d'arrivo").
Brescia — Bagnolo Mella — Manerbio — Cremona — Piadena — Bozzolo — Castellucchio — Curtatone — Goito — Castiglione delle Stiviere — Montichiari — Castenedolo — Brescia.
La distanza totale è dunque di 1486,000 km, un giro da 166 km più 8 giri da 165 km.

## Gara

### Resoconto[3]
Dopo la soppressione della Mille Miglia 1939 (a seguito della sciagura di Bologna) l'edizione 1940 abbandona le strade aperte del centro-nord Italia ed emigra su un circuito chiuso, mutando anche la denominazione, che, ufficialmente è “1º Gran Premio Brescia delle Mille Miglia”. La gara si svolge sui nove giri del percorso triangolare con Brescia, Cremona e Mantova come vertici.
Nella classe 3 litri vennero iscritte due Delage D6 3L da 140 CV con cambio elettromagnetico COTAL ma il governo francese a causa della guerra in corso si rifiutò di consentire l'ingresso dei loro cittadini in Italia e così le vetture vennero iscritte dall'inglese Ecurie Walter Watney e affidate agli italiani Piero Taruffi - Luigi Chinetti e Gianfranco Comotti - Archimede Rosa. Tuttavia le vere padrone della categoria furono le molte Alfa Romeo 6C 2500 dopo che non poterono partire sia la Lancia Astura MM spider Colli di Gigi Villoresi, che subì un guasto, sia una Fiat 2800 sport.

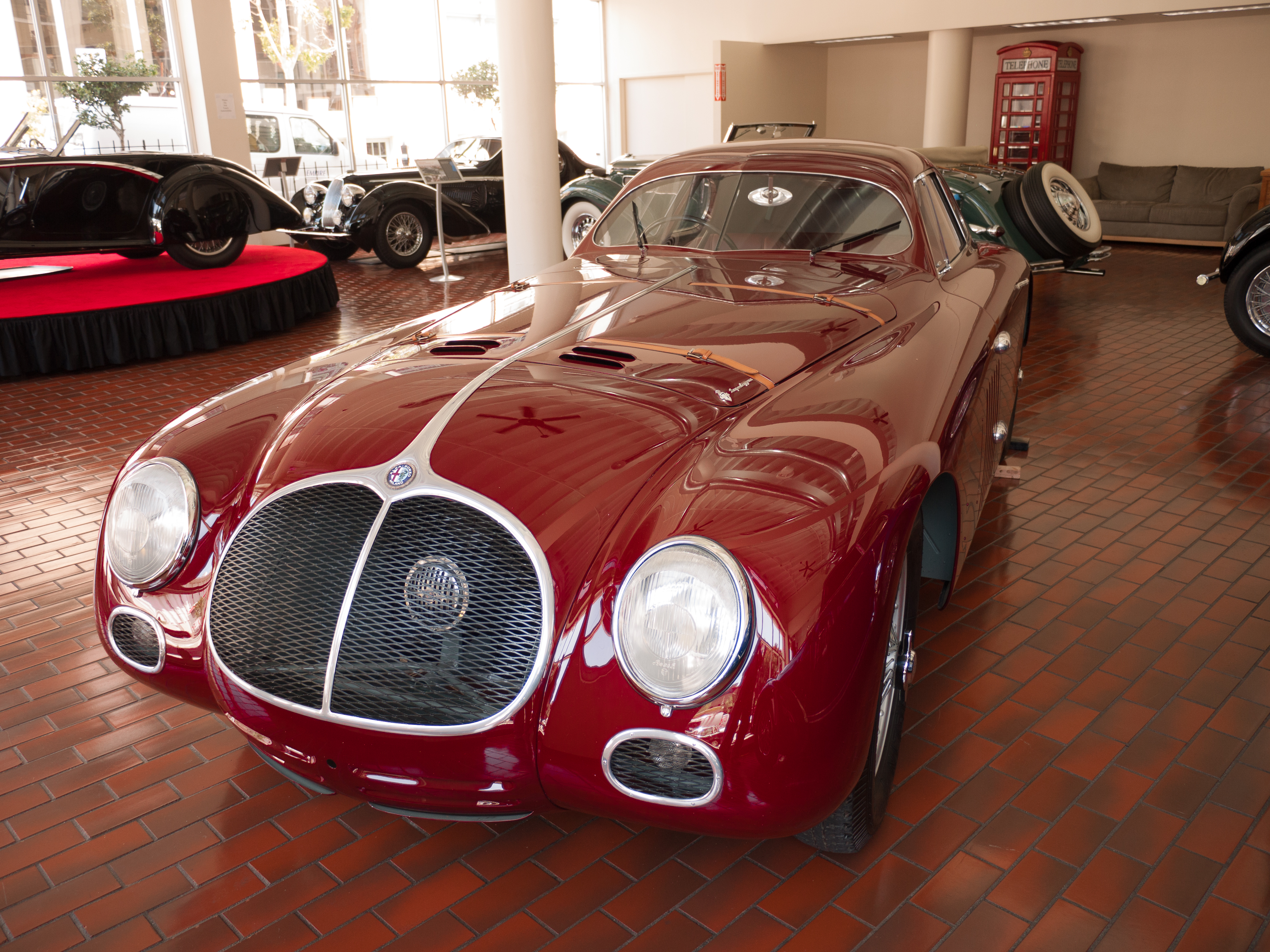
L'Alfa Romeo Tipo 256 (6C 2500 SS) Berlinetta Aerodinamica Touring 1939 che ha partecipato alla Mille Miglia 1940. La carrozzeria montata è una replica fedele dell'originale perduta

Dopo le dieci vittorie delle Alfa Romeo dotate di compressore volumetrico per la prima volta il regolamento proibiva l'uso di questa soluzione e l'Alfa Corse, diretta da Bartolomeo Costantini dopo le dimissioni di Enzo Ferrari, schierò 4 vetture ufficiali derivate strettamente dalle 6C 2500 di serie e prive di questo dispositivo. Ai quattro equipaggi ufficiali composti da Nino Farina - Paride Mambelli, Carlo Maria Pintacuda - Consalvo Sanesi, Clemente Biondetti - Aldo Stefani e Carlo Felice Trossi - Ascanio Lucchi furono affidate rispettivamente tre 6C 2500 Tipo 256 con carrozzeria spider "torpedino Brescia" e una 6C 2500 Tipo 256 berlinetta, tutte e quattro realizzate dalla carrozzeria Touring e con motori preparati dotati di tre carburatori Weber capaci di circa 120 CV a 4900 giri/min.
Altre 6C 2500 vennero iscritte da equipaggi privati di ottimo livello come la spider Touring Dusio -Boninsegni, Cornaggia Medici - Gavazzoni e Tassara - Facetti; menzione speciale va all'Alfa Romeo 6C 2500 tipo 256 spider Touring "Ala Spessa" degli assi assi dell'aviazione e collaudatori Caproni Antonio Chiodi - Livio de Zorzi, che, oltre ad essere alimentata da una miscela di alcol etilico e olio di palma, era dotata anziché dei carburatori di una primizia assoluta, un sistema di iniezione elettronica Caproni messo a punto dall'ingegner Ottavio Fuscaldo.
La categoria 2 litri era composta solamente cinque BMW 328 con 140 CV schierate dalla squadra corse ufficiale della casa bavarese; tre roadster speciali per Fritz Wencher - Rudolf Scholtz, Willi Briem - Uli Richter e Adolf Brudes - Ralph Roese, e due vetture chiuse, una realizzata in galleria del vento a Monaco e dotata di coda tronca, detta Kamm Coupé per Giovanni Lurani - Franco Cortese, e una berlinetta opera dalla carrozzeria Touring per Fritz Huschke von Hanstein - Walter Bäumer.

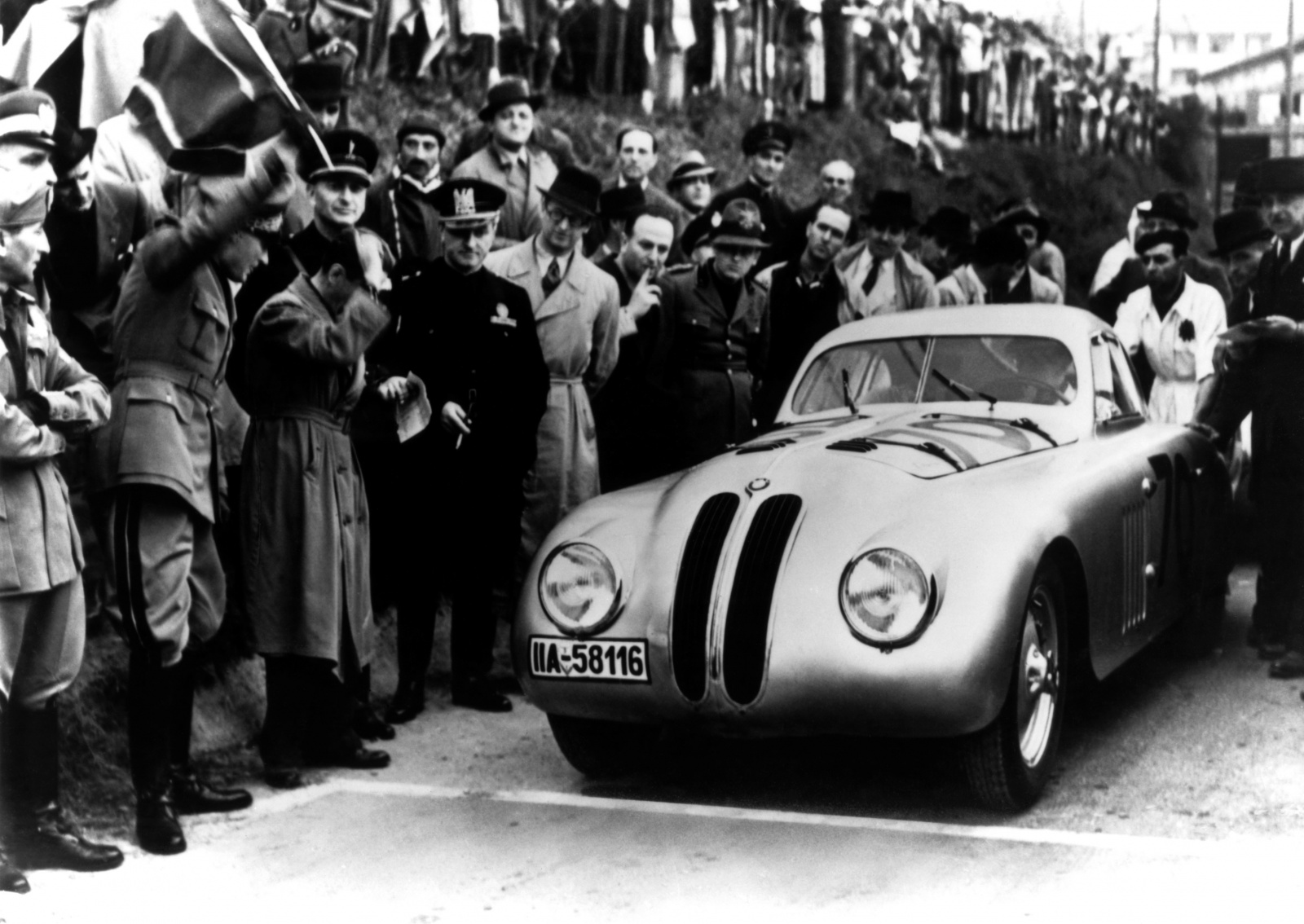
La BMW 329 berlinetta Touring di Fritz Huschke von Hanstein - Walter Bäumer alla Mille Miglia 1940

Nella classe 1.5 litri oltre alle Lancia Aprilia speciali e ad una Fiat 1500 debuttarono le due nuove creature di Enzo Ferrari, le Auto Avio Costruzioni 815. Ferrari, dopo aver lasciato l'Alfa Romeo, aveva cominciato a produrre automobili in proprio nelle stesse strutture della vecchia Scuderia Ferrari a Modena anche se, per una clausola residua del suo contratto con l'Alfa Romeo, non poteva chiamarle col suo nome per quattro anni. Facevano parte della nuova realtà i noti tecnici Luigi Bazzi e Federico Giberti e gli ingegneri Vittorio Bellentani, Gioachino Colombo e Alberto Massimino. 
Queste nuove vetture erano derivate dalla Fiat 1100, di cui recuperavano i freni, la trasmissione, lo sterzo e le sospensioni anteriori, e montavano un motore 8 cilindri in linea da 1496 cm3 (da cui il nome 815; 8 cilindri 1.5 litri) con 72 cavalli a 5500 giri/min realizzato unendo due blocchi motore quattro cilindri Fiat 508 C da 1100 cm3 con alesaggio e corsa ridotti. La Touring realizzò due tipi di carrozzerie, a coda lunga e corta, simili a quelle delle "torpedino Brescia" Alfa Romeo, montate su un telaio a traliccio rispettivamente per Lotario Rangoni Macchiavelli - Enrico Nardi e Alberto Ascari - Giovanni Minozzi.

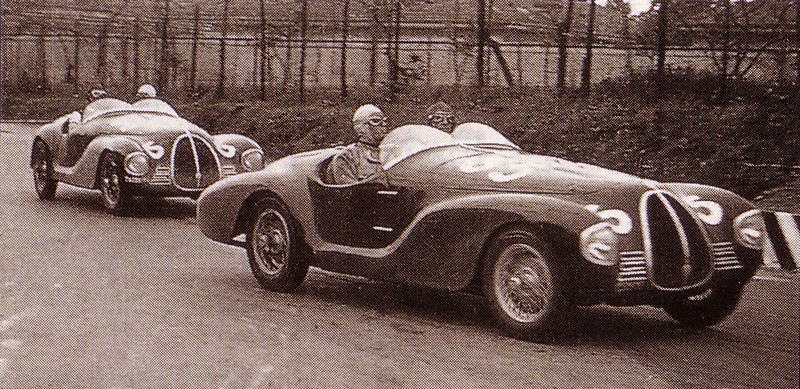
Le due Auto Avio Costruzioni 815 alla Mille Miglia 1940, la #65 è quella "lunga" di Lotario Rangoni - Enrico Nardi mentre la #66 è quella "corta" di Alberto Ascari - Giovanni Minozzi.

Nelle categorie inferiori 1100 e 750 cm3 erano presenti solo Fiat derivate dalla "Topolino" e dalla 1100 con meccaniche elaborate con testa Siata e carrozzerie aerodinamiche da diversi meccanici - preparatori tra cui si era già messo in luce Stanguellini di Modena.
La gara si svolse il 28 aprile con la seconda guerra mondiale già iniziata da 7 mesi durante una giornata soleggiata sul circuito triangolare di Brescia. La vittoria assoluta fu un affare tra le cinque BMW, nettamente più veloci delle Alfa Romeo e delle due Delage, la 328 berlinetta Touring di Fritz Huschke von Hanstein in particolare andò subito al comando e lo mantenne fino alla fine, compiendo, dopo il primo un po' più lento, ben sei giri sotto l'ora, cosa non riuscita a nessun concorrente di un'altra marca. Dopo il primo giro inseguivano von Hanstein nell'ordine Comotti sulla Delage, Farina sull'Alfa e Lurani sulla BMW 328 Kamm Coupé, Taruffi sulla seconda Delage si era già ritirato, dopo due giri le due BMW 328 chiuse erano prima e seconda ma la Kamm Coupé accusava problemi al motore che la costringevano a diverse soste e poi al ritiro definitivo al settimo giro. Al quinto giro si ritira anche la seconda Delage e per la vittoria assoluta rimangono in lizza solo le quattro BMW, con le Alfa Romeo costrette a inseguire; la squadra tedesca tuttavia, forse per un motivo politico, decise di non arrivare in parata e lasciò che all'arrivo le Alfa Romeo e i piloti italiani, mai realmente competitivi, intervallassero le auto argentate.

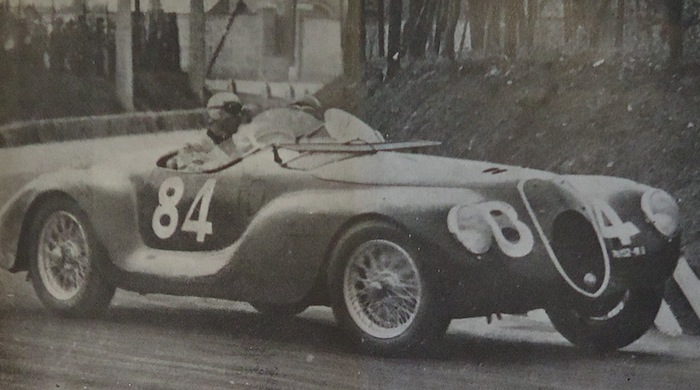
L'Alfa Romeo Tipo 256 (6C 2500 SS) "Torpedino Brescia" #84 di Nino Farina e Peride Mambelli giunta 2ª assoluta. Si nota la somiglianza con l'AAC 815 dovuto alla scelta dello stesso carrozziere

La BMW 328 berlinetta Touring di Fritz Huschke von Hanstein e Walter Baumer tagliò il traguardo a Brescia dopo 9 giri e 1486 km in 8 ore 54 minuti 46 secondi 6 centesimi alla velocità media di 166,723 chilometri orari, la più alta mai registrata, anche se su un circuito chiuso, seguita dall'Alfa Romeo 6C 2500 tipo 256 spider "torpedino Brescia" di Nino Farina - Paride Mambelli, la BMW 328 roadster Mille Miglia di Adolf Brudes - Ralph Roese, un'altra spider "torpedino Brescia" di Clemente Biondetti - Aldo Stefani, le altre due BMW scoperte di Fritz Wencher - Rudolf Scholtz, Willi Briem - Uli Richter e la coppia di Alfa Romeo 6C 2500 tipo 256, l'ultima spider "torpedino Brescia" di Carlo Maria Pintacuda - Consalvo Sanesi e l'unica berlinetta Touring per Carlo Felice Trossi - Ascanio Lucchi.
Nella classe 1,5 litri la Auto Avio Costruzioni 815 di Alberto Ascari cominciò la gara in testa ma venne fermata da un guasto, subentrò al comando l'altra A.A.C. 815 di Lotario Rangoni ma anche questa si ruppe, pressata dalla Lancia Aprilia berlinetta aerodinamica di Leoncini - Guidotti che guidò la categoria fino al ritiro, a quel punto andò in testa e vinse la classe la Lancia Aprilia spider di d'Ambrosio - Guerrini.
Sia tra le 750 cm3 che tra le 1100 cm3 ci fu un duello tra Stanguellini; nella classe inferiore fra Venturelli - Cerami e Cortese - Parravicini e in quella maggiore fra Fioruzzi - Sala e Bertani - Lasagni; battaglie risoltesi in entrambi i casi a favore dei primi due equipaggi. 

### Risultati completi[1][3][10]
| Pos | Classe | Nr  | Scuderia                     | Equipaggio                                   | Vettura                                          | Tempo /Ritiro |
| --- | ------ | --- | ---------------------------- | -------------------------------------------- | ------------------------------------------------ | ------------- |
| 1   | 2.0    | 70  | BMW                          | Huschke von Hanstein Walter Bäumer           | BMW 328 berlinetta Touring                       | 8h54'46"      |
| 2   | 3.0    | 84  | Alfa Corse                   | Nino Farina Paride Mambelli                  | Alfa Romeo 6C 2500 tipo 256 Spider Touring       | 9h10'16"      |
| 3   | 2.0    | 74  | BMW                          | Adolf Brudes Ralph Roese                     | BMW 328 spider                                   | 9h13'27"      |
| 4   | 3.0    | 79  | Alfa Corse                   | Clemente Biondetti Aldo Stefani              | Alfa Romeo 6C 2500 tipo 256 Spider Touring       | 9h13'37"      |
| 5   | 2.0    | 72  | BMW                          | Willi Briem Uli Richter                      | BMW 328 spider                                   | 9h16'08"      |
| 6   | 2.0    | 71  | BMW                          | Fritz Wencher Rudolf Scholtz                 | BMW 328 spider                                   | 9h17'15"      |
| 7   | 3.0    | 82  | Alfa Corse                   | Carlo Maria Pintacuda Consalvo Sanesi        | Alfa Romeo 6C 2500 tipo 256 Spider Touring       | 9h25'47"      |
| 8   | 3.0    | 76  | Alfa Corse                   | Carlo Felice Trossi Ascanio Lucchi           | Alfa Romeo 6C 2500 tipo 256 Berlinetta Touring   | 9h36'55"      |
| 9   | 1.1    | 46  |                              | Emilio Fioruzzi Adelmo Sola                  | Stanguellini SN1100 hardtop Torricelli           | 11h11'47"     |
| 10  | 1.1    | 36  | Franco Bertani               | Franco Bertani Massimo Lasagni               | Stanguellini SN1100 spider Torricelli            | 11h16'44"     |
| 11  | 1.1    | 43  |                              | L. Marangoni G. Moscatelli                   | Fiat 1100 MM                                     | 11h29'07"     |
| 12  | 750    | 18  |                              | Mario Venturelli Ceroni                      | Stanguellini SN750 testa Siata spider Torricelli | 11h34'52"     |
| 13  | 1.1    | 40  |                              | Gino Zordan F. Crivellari                    | Fiat                                             | 11h44'29"     |
| 14  | 750    | 7   |                              | Oreste Cortesi Giannino Parravicini          | Stanguellini SN750 testa Siata spider Torricelli | 11h44'56"     |
| 15  | 1.1    | 48  |                              | Rocco Lanzini Aldo Bassi                     | Fiat Siata 1100 MM berlinetta                    | 11h45'30"     |
| 16  | 42     | 1.1 |                              | Arialdo Ruggeri Danzi                        | Fiat Siata 1100 MM berlinetta Viotti             | 11h53'24"     |
| 17  | 1.1    | 35  |                              | Giuseppe Rossi Giuliani                      | Fiat 1100                                        | 11h57'45"     |
| 18  | 750    | 22  |                              | Leonardo Quadri Mario Sertorio               | Fiat 500                                         | 12h02'29"     |
| 19  | 1.1    | 31  |                              | A. Facchetti D. Capelletto                   | Fiat 1100 MM                                     | 12h09'20"     |
| 20  | 750    | 11  |                              | A. Franco A.Civetta                          | Fiat 500                                         | 12h22'19"     |
| 21  | 750    | 2   |                              | Alberto Filippi P. Morini                    | Fiat 500                                         | 12h46'07"     |
| 22  | 750    | 4   |                              | Enzo Bortolon Gino Monaco                    | Fiat 500                                         | 12h47'05"     |
| 23  | 750    | 14  |                              | Giampiero Bianchetti Spotti                  | Fiat 500                                         | 12h56'16"     |
| 24  | 3.0    | 80  | Caproni                      | Antonio Chiodi Livio De Zorzi                | Alfa Romeo 6C 2500 SS Spider Touring             | 9h54'49"      |
| 25  | 1.5    | 56  |                              | G. D'Ambrosio Guerrini                       | Lancia Aprilia spider                            | 10h27'35"     |
| 26  | 1.5    | 64  |                              | Giuseppe Ruggero Würzburger                  | Stanguellini SN1500                              | 10h32'07"     |
| 27  | 1.5    | 63  |                              | Dino Bassi Furielli                          | Lancia Aprilia                                   | 10h35'02"     |
| 28  | 1.1    | 51  |                              | Luciano Clocchiatti Aldo Clocchiatti         | Fiat                                             | 10h39'50"     |
| 29  | 1.1    | 37  |                              | Enrico Adanti Baccarini                      | Fiat 1100                                        | 10h52'20"     |
| 30  | 1.1    | 32  |                              | Vittorio Pierini A. Bosi                     | Fiat 1100 MM berlinetta                          | 11h03'27"     |
| 31  | 1.1    | 47  |                              | Aldo Monticello A. Zanella                   | Fiat                                             | 11h11'08"     |
| 32  | 1.1    | 45  |                              | Pellini Ghelfi                               | Fiat                                             | 11h11'16"     |
| 33  | 1.1    | 44  |                              | A. Priario Tansa                             | Fiat Siata 1100 berlinetta Viotti                | 11h34'36"     |
| 34  | 1.1    | 29  |                              | Mario Lietti Tettamanti                      | Fiat 1100 MM berlinetta Savio                    | 12h05'51"     |
| 35  | 3.0    | 87  |                              | Filippo Tassara Piero Facetti                | Alfa Romeo 6C 2500 SS                            | 8h47'01"      |
| 36  | 3.0    | 85  |                              | Giovanna Maria Cornaggia Medici B. Gavazzoni | Alfa Romeo 6C 2500 SS Touring                    | 8h50'57"      |
| 37  | 1.5    | 57  |                              | M. Proto Fiore                               | Lancia Aprilia                                   | 9h57'40"      |
| 38  | 750    | 25  |                              | F. Meomartini F.Gatti                        | Fiat 500                                         | 12h09'51"     |
| 39  | 750    | 16  |                              | Gracco D. Pulidori                           | Fiat Siata 500 spider                            | 12h06'33"     |
| 40  | 750    | 23  |                              | G. Pfau Guglielmo Carraroli                  | Fiat 500                                         | 13h22'55"     |
| Rit | 750    | 1   |                              | S. Carnevalli Faccanoni                      | Fiat 500                                         |               |
| Rit | 750    | 6   |                              | Carlo Francesconi F. Maestri                 | Fiat 500                                         |               |
| Rit | 750    | 8   |                              | Rinaldo Bossini Foschetti                    | Fiat 500                                         |               |
| Rit | 750    | 9   |                              | Rino Ferniani F. Lama                        | Fiat Siata 500                                   |               |
| Rit | 750    | 10  |                              | Oscar Pasquini Walter Pasquini               | Fiat 500                                         |               |
| Rit | 750    | 15  |                              | E.Broglia G. Crivelli                        | Fiat 500                                         |               |
| Rit | 750    | 19  |                              | Anselmo Capra Selva                          | Fiat 500                                         |               |
| Rit | 750    | 20  |                              | C.Fumagalli G. Castiglioni                   | Fiat 500                                         |               |
| Rit | 750    | 24  |                              | Porto Flip Philippe De Massa                 | Fiat 500                                         |               |
| Rit | 1.1    | 27  |                              | Goriup E. Schoss                             | Fiat                                             |               |
| Rit | 1.1    | 28  |                              | Bonezzi A. Arancio                           | Fiat 1100 MM                                     |               |
| Rit | 1.1    | 33  |                              | Giuseppe Gilera Zacchini                     | Fiat 1100 MM berlinetta Savio                    |               |
| Rit | 1.1    | 34  |                              | Alberto Comirato Lia Comirato Dumas          | Fiat-Comirato 1100                               |               |
| Rit | 1.1    | 38  |                              | Sette Nani                                   | Fiat 1100 spider aerodinamica                    |               |
| Rit | 1.1    | 39  |                              | Enrico Beltracchini Giovanni Corradi         | Fiat                                             |               |
| Rit | 1.1    | 41  |                              | Giacomo Palmieri Gino Bronzoni               | Fiat Siata 1100 berlinetta Viotti                |               |
| Rit | 1.1    | 49  |                              | A. Donati Massimiani                         | Fiat Siata 1100                                  |               |
| Rit | 1.1    | 50  |                              | Alfonso Catanese A.Bogani                    | Fiat                                             |               |
| Rit | 1.1    | 54  |                              | Gualtiero Arfelli Ilario Bandini             | Fiat 508S 1100                                   |               |
| Rit | 1.5    | 55  |                              | Pasquale Placido Celasco                     | Lancia Aprilia                                   |               |
| Rit | 1.5    | 58  |                              | Vai Pinco                                    | Lancia Aprilia                                   |               |
| Rit | 1.5    | 59  |                              | Guido De Martino Disma Re                    | Lancia Aprilia                                   |               |
| Rit | 1.5    | 60  |                              | Angelo Marelli A. Varallo                    | Lancia Aprilia                                   |               |
| Rit | 1.5    | 61  |                              | F. Bosco Balina                              | Lancia Aprilia                                   |               |
| Rit | 1.5    | 62  |                              | Viorbi Paolo Villa                           | Lancia Aprilia                                   |               |
| Rit | 1.5    | 65  | Lotario Rangoni Macchiavelli | Lotario Rangoni Enrico Nardi                 | Auto Avio Costruzioni 815 spider Touring         |               |
| Rit | 1.5    | 66  | Alberto Ascari               | Alberto Ascari Giovanni Minozzi              | Auto Avio Costruzioni 815 spider Touring         |               |
| Rit | 1.5    | 67  |                              | Leoncini Giovanni Battista Guidotti          | Lancia Aprilia berlinetta aerodinamica           |               |
| Rit | 1.5    | 68  |                              | Ariano Corrado Forti                         | Lancia Aprilia                                   |               |
| Rit | 1.5    | 69  |                              | Giovanni Bracco Vittorio Casalegno           | Lancia Aprilia                                   |               |
| Rit | 2.0    | 73  | BMW                          | Giovanni Lurani Franco Cortese               | BMW 328 Kamm Coupé                               |               |
| Rit | 3.0    | 77  | Écurie Walter Watney         | Piero Taruffi Luigi Chinetti                 | Delage D6-3L                                     |               |
| Rit | 3.0    | 81  |                              | Piero Dusio R. Boninsegni                    | Alfa Romeo 6C 2500 Spider                        |               |
| Rit | 3.0    | 83  |                              | G. Canestrini Guido Cattaneo                 | Alfa Romeo 6C 2500                               |               |
| Rit | 3.0    | 86  | Écurie Walter Watney         | Gianfranco Comotti Archimede Rosa            | Delage D6-3L                                     |               |
| NP  | 750    | 3   |                              | Cioci Pietro Ghersi                          | Fiat 500                                         |               |
| NP  | 750    | 5   |                              | M.Grassi                                     | Fiat 500                                         |               |
| NP  | 750    | 21  |                              | Renato Donati Alberto Garzi                  | Fiat 500 spider                                  |               |
| NP  | 1.1    | 30  | Enzo Crotti                  | Enzo Crotti Montorsi                         | Stanguellini SN1100 spider Touring               |               |
| NP  | 1.1    | 52  |                              | Angelo Della Cella Maria Antonietta Avanzo   | Fiat 1100                                        |               |
| NP  | 3.0    | 75  |                              | Luigi Villoresi                              | Lancia Astura spider                             |               |
| NP  | 3.0    | 78  |                              | Ercole Boratto                               | Alfa Romeo 6C 2500 Berlinetta Touring            |               |
| NP  | 3.0    | 88  |                              | Emilio Romano                                | Alfa Romeo 6C 2500                               |               |